# Masueco
Masueco es un municipio y localidad española de la provincia de Salamanca, en la comunidad autónoma de Castilla y León. Se integra dentro de la comarca de Vitigudino y la subcomarca de La Ribera (Las Arribes). Pertenece al partido judicial de Vitigudino.
Su término municipal está formado por un solo núcleo de población, ocupa una superficie total de 19,76 km² y según los datos demográficos del padrón municipal elaborado por el INE en el año 2021, cuenta con una población de 274 habitantes. Su densidad es de 13,87 hab/km².
En su límite fronterizo con el término municipal de Pereña de la Ribera se encuentra situado el Pozo de los Humos, una imponente cascada que constituye uno de los lugares de mayor atractivo turístico dentro de los existentes en el parque natural de Arribes del Duero.

## Geografía
Está situado en Las Arribes del Duero, parque natural fronterizo con Portugal. En su término pueden disfrutarse de hermosos paisajes como El pozo de los Humos en el río de las Uces, las cachoneras en el mismo río y numerosos senderos en las laderas del Duero y el río de las Uces. Su término municipal se extiende sobre la ribera izquierda del río de las Uces, cuyo tortuoso cauce estuvo jalonado en otros tiempos por numerosos molinos harineros, hoy en ruinas.
Masueco comparte con Pereña de la Ribera la sorprendente cascada del Pozo de los Humos, donde el río de las Uces sortea un desnivel de más de 40 m, formando una impresionante cascada en entorno de desfiladeros y soberbia vegetación. Será entre estos dos términos cuando el río de las Uces vierta sus aguas a la cuenca del Duero. El Pozo de los Humos es quizá uno de los máximos exponentes y el pozo más espectacular de cuantos existen en el parque natural de Arribes del Duero.

### Situación
Masueco se encuentra situado en el noroeste salmantino. Hace frontera con Portugal. Dista 97 km de Salamanca capital. 
Se integra dentro de la comarca de La Ribera. Pertenece a la Mancomunidad Centro Duero y al partido judicial de Vitigudino.
Su término municipal se encuentra dentro del parque natural de Arribes del Duero, un espacio natural protegido de gran atractivo turístico.
| Noroeste: Aldeadávila de la Ribera | Norte: Ventozelo (Portugal) | Nordeste: Pereña de la Ribera |
| Oeste: Aldeadávila de la Ribera    |                             | Este: La Peña                 |
| Suroeste: La Zarza de Pumareda     | Sur: Cabeza del Caballo     | Sureste: Fuentes de Masueco   |

### Geología
El término de Masueco cuenta con un relieve suave y alomado, excepto en la zona de «las arribes», que se caracterizan por los fuertes encajonamientos del río Duero y río de las Uces, en las que existen bruscas pendientes y laderas muy pronunciadas. La altitud media del casco urbano se encuentra en los 684 m sobre el nivel del mar, aunque en la desembocadura del río de las Uces en el río Duero la altitud se reduce a los 340 m. Existen pequeñas elevaciones del terreno, denominadas tesos, que separan los distintos arroyos del término. Entre estos tesos, los de mayor elevación son los de Corral Redondo (750 m), Teso de la Madera (731 m), Teso del Castillo (688 m) y Alto de los Vasos (681 m).
La superficie de su término está formada por materiales ígneos pertenecientes a la parte noroccidental del batolito de Sayago. La zona sur contiene una zona de cuarzo blanco que atraviesa el granito y las rocas metamórficas, lo que ha provocado frecuentes mineralizaciones con pirita, calcopirita, wolframio, sheelita, arsenopirita, brechifilados y limonotizados como consecuencia de aportaciones tectónicas posteriores. Del cámbrico, o del silúrico, son frecuentes las intercalaciones micacíticas y gnésicas formadas por cuarzo, plagioclasas y moscovita. La roca predominante en este municipio es el granito, caracterizada por una composición mineralógica homogénea y grandes diferencias en cuanto a su textura. Se tiene constancia de antiguas explotaciones de oro en uno de los granitos del sur del municipio.
Uno de los elementos geológicos de mayor interés es el Pozo de los Humos, un salto de agua de unos 50 m de caída que existe en el tramo final del río de las Uces, muy cerca de su desembocadura en el Duero. Esta cascada es la más importante de todas las que hay en Arribes del Duero y se forma por el contacto, gracias a una pequeña falla geológica, de dos rocas de diferente resistencia a la erosión: un granito y unos metasedimentos (pizarras).

## Historia

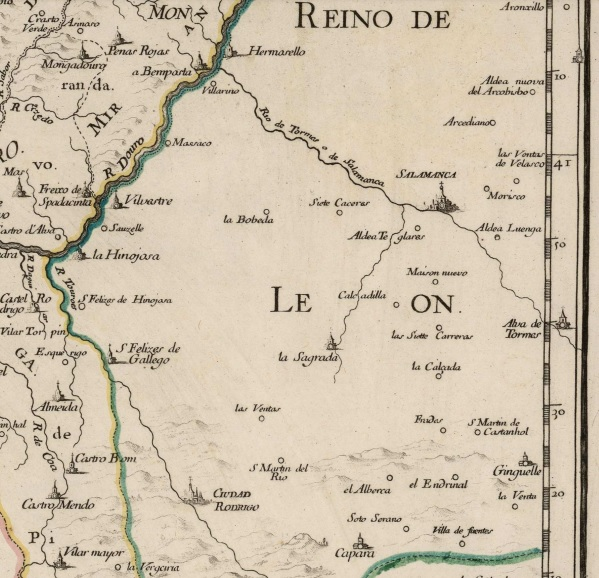
Mapa del año 1666 en el que aparece Masueco

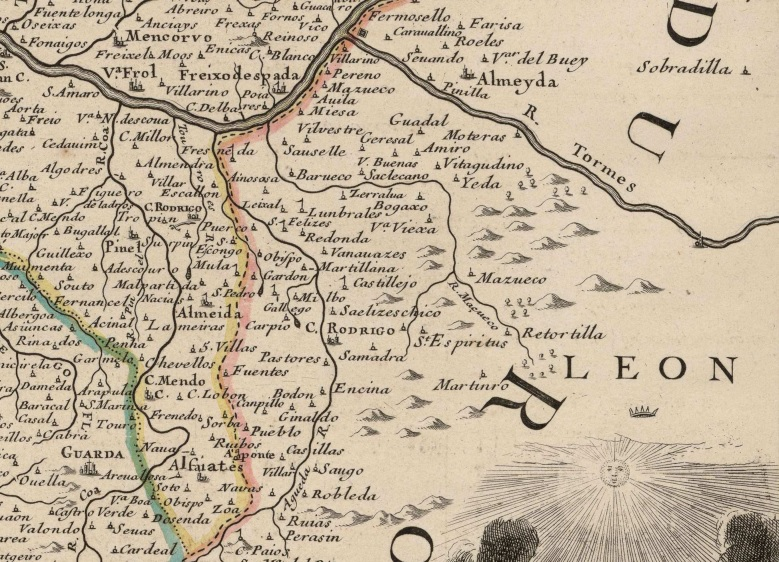
Detalle del oeste salmantino en un mapa del, en el que se puede observar Masueco (escrito Mazueco)

La Reconquista de la zona, hasta entonces bajo dominio musulmán, la realiza el Reino de León, que surge a partir del Reino de Asturias de Don Pelayo y del que luego se subdividirían o desgajarían el Condado de Castilla, el Reino de Galicia y el Reino de Portugal. La repoblación de las tierras conquistadas llevada a cabo por los reyes leoneses planteó una disposición muy distinta de la actual, basando su desarrollo en el modelo repoblador gallego, que consistía en disponer muchas aldeas de pequeño tamaño y muy próximas entre sí, esquema que a la larga hizo insostenibles a muchas de ellas. En documentos de 1265 están registradas «Simirera», «Aveto» o «Robredo de las Casas» (posteriormente «Robredo de Santo Domingo»). En los siglos XIV y XV existieron con parroquia propia las de «Quadrilleros» (en Corporario de la Ribera), la de «Alcornocal» (próxima al Teso Alcornoque de Aldeadávila) y la de «La Revilla de Aldeadávila», que fueron abandonadas hacia los siglos XVII y XVIII. Finalmente perduraron hasta el siglo XIX las de «La Verde» (o «Santa Marina») y la de «Robredo de Santo Domingo». Gracias a los esfuerzos de vecinos de pueblos como Aldeadávila de la Ribera y La Zarza de Pumareda se están empezando a rescatar restos medievales de tumbas y ermitas. El actual Masueco de la Ribera posee sus orígenes en esta época, cuando fue repoblado por los reyes leoneses, pasando a ser una de las localidades fronterizas con respecto a lo que se conocía entonces como el Condado Portucalense del Reino de León, hoy conocido como Portugal, hecho que cobró especial importancia en la zona tras la independencia de este en 1143.
Toda la zona de arribes fue señoreada a fines del siglo XIII por señores muy importantes, como el infante Don Pedro, hasta la regencia del futuro rey Alfonso XI, cuando se reintegraron al concejo de Ledesma -ver Cortes de Burgos de 1315 y de Valladolid de 1322- fechas que coinciden con la pérdida territorial de Ribacoa, en el Tratado de Alcañices de 1297. La zona ya fue fortificada antes de dicho tratado con castillos y fortalezas, hubo castillos en Vilvestre, Barruecopardo (antes de 1212), Mieza, Aldeadávila, Masueco y Pereña, reconvertidos los tres últimos en torres parroquiales.
Durante los reinados de Alfonso XI, Pedro I y Enrique II, el territorio de las Arribes del Duero vuelve a señorializarse y a tener sentido militar. Es donado a una sucesión de infantes bastardos y futuras reinas y reyes, entre ellos al infante Fernando Alfonso y a la reina Leonor de Alburquerque que se casa con Fernando I de Aragón en 1393, uniendo su señorío al de las «cinco villas».

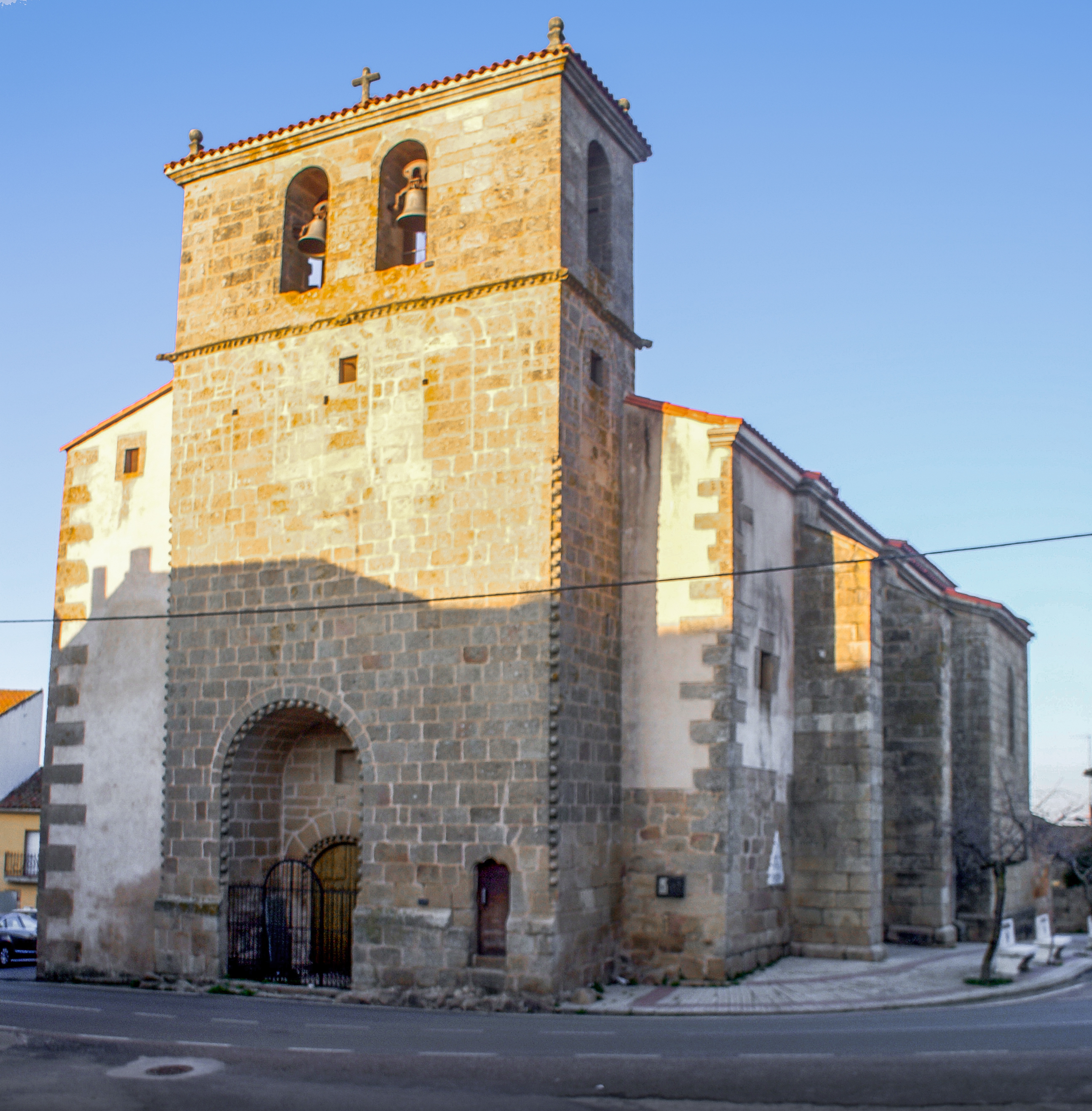
Iglesia de San Nicolás de Bari

La segunda mitad del siglo XV conoce una gran prosperidad en la zona, y una redistribución muy importante de la población dentro del concejo de Ledesma, siendo los núcleos más importantes por demografía: Ledesma, Aldeadávila, Villarino, Pereña y Masueco y Mieza. Quizás por este enriquecimiento, la parte central de las Arribes sufre abusos e intentos de señorialización de caballeros de Salamanca, como el de su regidor en 1494: Para que García de Ledesma, vecino de Salamanca, se presente ante el Consejo Real y no moleste a los vecinos de Aldea de Ávila y de Masueco, con amenazas de excomunión de Francisco Flores, arcediano de Castela y Provisor del Obispado de Salamanca. Medina del Campo: 1494-05-10. La Torre de Masueco vive los pedisodios de García de Ledesma y Pedro de Miranda, entre 1490 y 1494.
Hacia 1500 se crean seis Rodas, en la comarca de La Ribera las de Villarino y Mieza, aunque poco antes de 1534 la de Villarino se subdivide creándose la de Mazuecos -Masueco-. Cada roda tenía derecho a un escribano de número para celebrar escrituras públicas, lo que nos habla ya de una población no solamente pechera.
El documento escrito más antiguo que encontramos en relación con Masueco de la Ribera, es la copia de la escritura en castellano antiguo otorgada por Don Alonso Ortiz, en representación del rey Felipe II, para formalizar la «venta a perpetuidad de las tierras baldías, públicas, concejiles y realengas a los que las poseyesen».

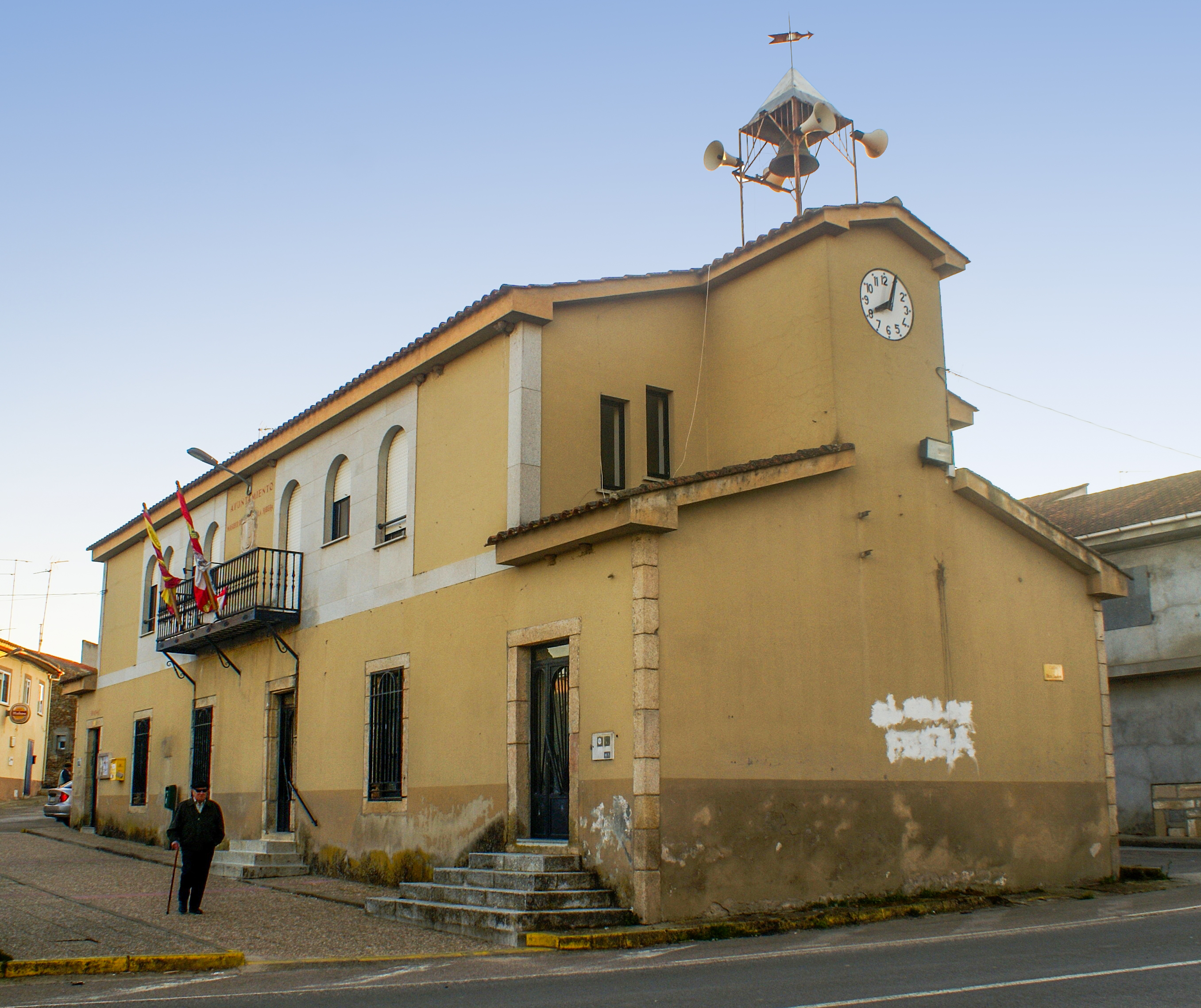
Casa consistorial de Masueco

Hacia 1600 se constituye un Señorío en la zona, que por donación real ostenta Alfonso Fernández de Villarino de los Aires, quien lo transmite a su hijo Gonzalo y posteriormente al explorador del Perú Martín de Ledesma Valderrama. Entre sus lugares y sus términos figuraban Mazuelos -Masueco-, Aldea Dávila -Aldeadávila-, Corpario -Corporario-, La Vídola, Fuentes, Villasbonas -Villasbuenas-, La Badina, Villamuerto -Villarmuerto-, Grandes, Grandenos y Herbalejos, entre otros. La intervención urbanística de Martín de Ledesma en Villarino fue muy importante hacia 1624 «e lo que compré de Gonzalo Fernández, fijo de Alfonso Fernández de Villarino, en el dicho lugar de Villarino, la mitad del lugar que yo fice nuevo dentro en el corral de las mismas casas del dicho lugar de Villarino».
Hasta la abolición de los señoríos nobiliarios en el siglo XIX Masueco formó parte del señorío o Condado de Ledesma. En 1833, al crearse las actuales provincias, Masueco quedó encuadrado dentro de la provincia de Salamanca, dentro esta de la Región Leonesa.
La comunicación de la parte norte de la comarca histórica de La Ribera con Ledesma y Salamanca, siempre fue a través del puente de Masueco, en la ruta L-5 que unía Ledesma con Aldeadávila y el convento de La Verde, ruta que atrajo población y peregrinos jacobeos, algo que ha quedado reflejado en el estilo arquitectónico isabelino, principalmente en Pereña y Masueco de la Ribera.

### Miguel de Unamuno
El escritor bilbaíno viajó varias veces por el oeste de Salamanca. De Masueco destacó la presencia de un «negrillo» (olmo) que crecía al lado de la iglesia parroquial.

El primer pueblo de la Ribera a donde llegué fue Masueco, y lo cierto es que iba con impaciencia por dar vista al negrillo, que era, según el tío Mateo, un guia, el primero de España, y tal vez del mundo, en corpulencia. No le iba muy en zaga el otro, colosal también, al que conoció de retoño el tío Mateo, haciéndole bambolear la cabeza como cuando juegan a las migas los muchachos. ¡Lo que son los árboles! Así crecen ellos, sin duelos, penas, ni cuidados, ahondando sus raíces en la misma tierra en que nacieron, mientras abren su frondosa copa al mismo cielo siempre, formando en el otoño con su desprendido follaje el mantillo que les nutra de jugos para reverdecer en primavera. Como las hojas de los árboles son las generaciones de los hombres, decía el viejo Homero. Aquel negrillo que junto a la robusta fábrica de la iglesia de Masueco se desnuda todos los años para volver todos los años a vestirse de verdura, arraigando más en su propia cuna cuanto más fuerte se hace, ofrece con su espectáculo a los pobres labriegos que desfilan por la vida oscuro símbolo de la unidad del pueblo. ¡Cuántos al marchar a la emigración dirigirán sus últimas miradas a la amplísima copa bajo la cual jugaron sus juegos de niños, a aquella copa en que resuena la campana cuando congrega al pueblo a Misa, cuando toca a fiesta y cuando dobla a muerto! No hay en el mundo para el tío Mateo un negrillo como el de Masueco. ¡Así ha crecido él, sin moverse de su sitio, mientras los pobres hombres, si quieren crecer algo, se ven obligados a emigrar!
Parte del relato publicado en la revista bilbaína 'Ecos Literarios' (19 de marzo de 1898), Miguel de Unamuno.

## Demografía
Masueco cuenta con una población de 251 habitantes (INE 2024).
| Gráfica de evolución demográfica de Masueco entre 1842 y 2021                                                       |
| |
| Población de derecho según los censos de población del INE Población de hecho según los censos de población del INE |

Según el Instituto Nacional de Estadística, Masueco tenía, a 1 de enero de 2021, una población total de 274 habitantes, de los cuales 143 eran hombres y 131, mujeres. Respecto al año 2000, el censo refleja 473 habitantes, de los cuales 237 eran hombres y 236 mujeres. Por lo tanto, la pérdida de población en el municipio para el periodo 2000-2021 ha sido de 199 habitantes, un 42 % de descenso.

## Símbolos

### Escudo
El escudo heráldico que representa al municipio fue aprobado el 6 de noviembre de 1992 con el siguiente blasón:

«Escudo partido. Cuartel derecho: Izquierdo según se mira representado por lineas onduladas oblicuas, puestas en posición de banda. Cuartel izquierdo: Derecho según se mira. En campo de sinople, ocupando el Siniestro del Centro, la heráldica de la Orden de Santo Domingo consistente en un campo formado por Jirones alternados de plata y sable; sobre los mismos flordelisada, partida de planta y sable alternando. Timbrado con la Corona Real Española»
Boletín Oficial de Castilla y León nº 19 de 29 de enero de 1993

## Administración y política

### Gobierno municipal
| Periodo   | Nombre                    | Partido | Partido                                  |
| --------- | ------------------------- | ------- | ---------------------------------------- |
| 1979-1983 | Manuel Verdejo Gorjón     |         | Independiente                            |
| 1983-1987 | Epifanio Egido Gordo      |         | Alianza Popular (AP)                     |
| 1987-1991 | Juan Sevilla Moronta      |         | Partido Demócrata Popular (PDP)          |
| 1991-1995 | Juan Sevilla Moronta      |         | Centro Democrático y Social (CDS)        |
| 1995-1999 | Ángel Rodríguez Vicente   |         | Izquierda Unida (IU)                     |
| 1999-2007 | Dionisio del Valle Rivero |         | Partido Popular (PP)                     |
| 2007-2011 | José Vicente Blanco       |         | Partido Socialista Obrero Español (PSOE) |
| 2011-2011 | Ricardo Sánchez Egido     |         | Partido Popular (PP)                     |
| 2011-2019 | Marceliano Sevilla Gorjón |         | Partido Popular (PP)                     |
| 2019-act. | Ventura Jiménez Rodríguez |         | Partido Popular (PP)                     |

| Partido político                         | 2023  | 2023  | 2023       | 2019  | 2019  | 2019       | 2015  | 2015  | 2015       | 2011  | 2011  | 2011       | 2007  | 2007  | 2007       | 2003  | 2003  | 2003       |
| Partido político                         | %     | Votos | Concejales | %     | Votos | Concejales | %     | Votos | Concejales | %     | Votos | Concejales | %     | Votos | Concejales | %     | Votos | Concejales |
| Partido Popular (PP)                     | 60,00 | 102   | 4          | 53,17 | 134   | 4          | 49,69 | 160   | 4          | 52,04 | 191   | 4          | 48,35 | 176   | 3          | 49,85 | 169   | 4          |
| Partido Socialista Obrero Español (PSOE) | 38,23 | 65    | 3          | 1,59  | 4     | 0          | 49,38 | 159   | 3          | 46,87 | 172   | 3          | 51,10 | 186   | 4          | 49,85 | 169   | 3          |
| Ciudadanos (CS)                          | —     | —     | —          | 44,44 | 112   | 3          | —     | —     | —          | —     | —     | —          | —     | —     | —          | —     | —     | —          |

El alcalde de Masueco no reporta información sobre su sueldo (2017).

#### Evolución de la deuda viva municipal
El concepto de deuda viva contempla solo las deudas con cajas y bancos relativas a créditos financieros, valores de renta fija y préstamos o créditos transferidos a terceros, excluyéndose, por tanto, la deuda comercial.
| Gráfica de evolución de la deuda viva del Ayuntamiento entre 2008 y 2023                          |
|                                                                                                   |
| Deuda viva del Ayuntamiento de Masueco, en miles de euros, según datos del Ministerio de Hacienda |

## Cultura

### Patrimonio

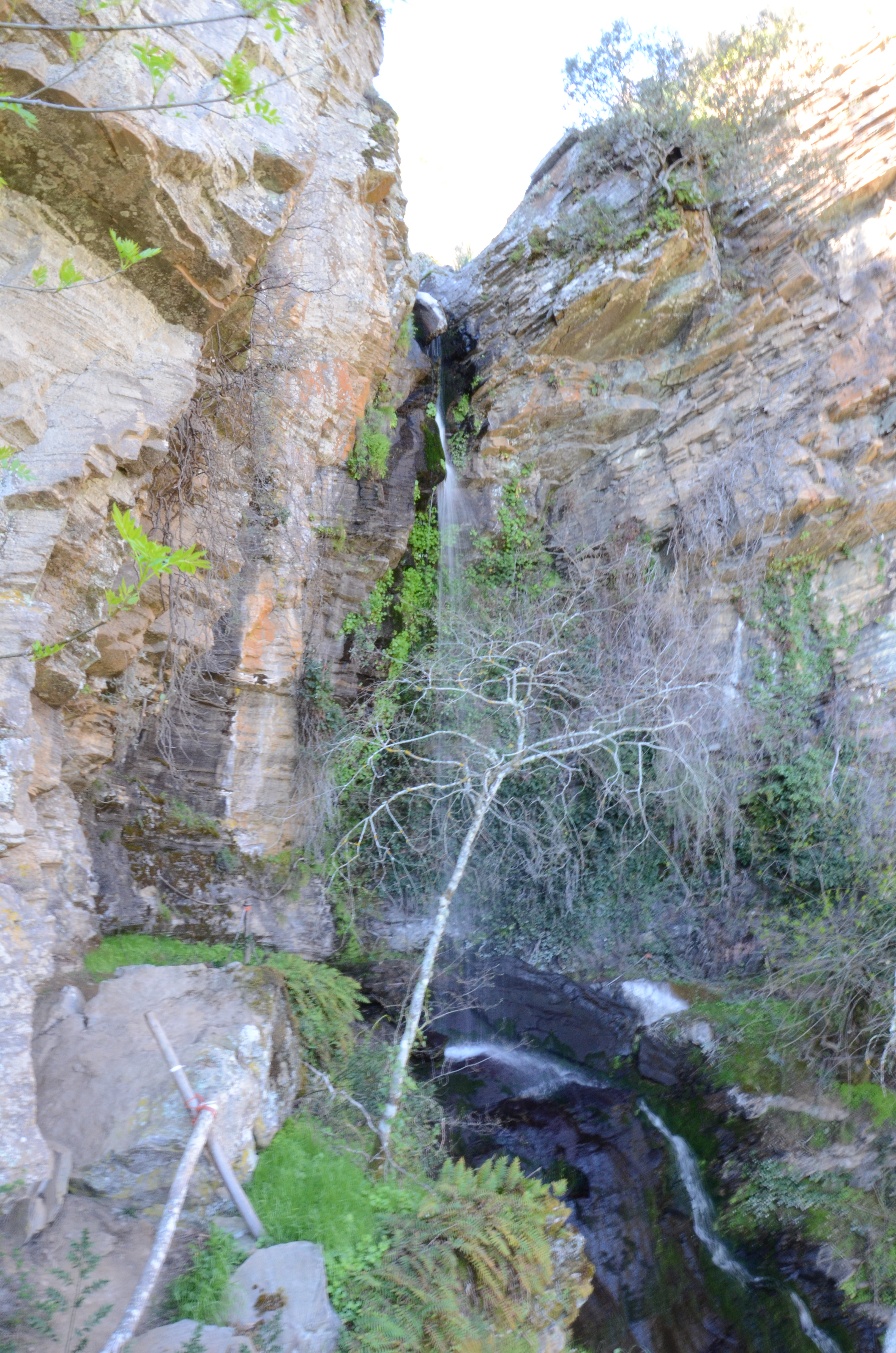
La Cascada del Pinero, también conocida como Pozo de los Lirios, en un mes de abril no muy lluvioso

- Iglesia de San Nicolás de Bari: Se cree que su torre, una de las más bellas de la comarca, es la de un antiguo castillo, quizás del siglo XVI. Es de estilo gótico isabelino. Fue construida por la familia Lanestosa en el siglo XVII. Presenta una gran grieta en la unión con la nave que tiene un origen incierto, aunque durante años se ha relacionado erróneamente con el terremoto de Lisboa de 1755. Es de las más antiguas de la comarca. Se aprecian las bolas características del gótico isabelino, símbolo de la pertenecía al Camino de Santiago. Pedro Sanz de Lanestosa y sus hijos Pedro y Juan, y más tarde uno de sus nietos, hicieron las iglesias de Vitigudino, Vilvestre, Pereña, Saucelle, Aldeadávila y Masueco: "La Ruta de Lanestosa".
- Pozo de los Humos, un importante salto de agua que hay en el cauce del río de las Uces.
- Ermita del Santo Cristo del Humilladero: posee un espacioso atrio enrejado desde donde se accede al cementerio, dos portadas con dinteles tallados en ambos extremos de la fachada. En el interior se venera el Santo Cristo. Junto a ella, un bello y limpio crucero de piedra.
- Fachada modernista de una casa edificada a principios del siglo XX.
- Fachada del viejo Seminario de 1692. Fundado por el catedrático de Humanidades de la Universidad de Salamanca, D. Martín Cubilano, este centro de estudios fue el más importante de la comarca.
- Cuatro ermitas: San Roque (a las afueras, hacia Aldeadávila), Santa Catalina (a la salida del pueblo hacia Pereña), San Amado (la primera que hubo), Las Animas (Santo Cristo del Humilladero).
- Colegio de Masueco dice Madoz en 1847, que destacaba la huerta llamada del colegio, en la plaza, cuyo edificio yace arruinado desde la guerra de la Independencia.
- Puente del río Masueco. Madoz: "se le atraviesa al río por un puente de un solo arco bastante bien construido, aunque muy descuidado".
- Pozo de los Lirios, también conocido como Cola de Caballo o Cascada del Pinero.
- El verraco de Masueco, escultura en piedra aparecida en el camino que va a Corpoario, remanente de los pueblos vetones que habitaban esta zona

### Miradores
- Mirador de la Peña del Agua.
- Mirador del Pinero.
- Mirador del Pozo de los Humos.

### Fiestas
- Domingo de Pascua, día del hornazo.
- Del 19 al 21 de agosto, Fiesta del Toro.
- 3 de mayo, Santa Cruz.

### Gastronomía
Jamones y chorizos, Quesos de oveja, Carnes: ternera, cordero y cabrito. Pescados: sardas, tencas, barbos y cangrejos de río. Postres: dulces de almendra, obleas, perronillas y floretas. Hornazos rellenos de embutidos, dulces o salados. Licores.